# Luke Spiller
Luke Spiller (Bristol, 26 september 1988) is een Brits zanger van The Struts.

## Biografie
Spiller groeide op in een christelijk gezin, zijn vader was predikant en zijn moeder een toegewijd christen.
In 2014 ging Spiller naar de studio van Mike Oldfield op de Bahama's; Oldfield had voor zijn CD Man on the Rocks gevraagd om een rockzanger met een groot bereik. Hier zong hij de CD in en werden video-opnamen gemaakt.